# Димитар Дечев
Димитар Фердинандов Дечев — болгарський вчений, класик-філолог, історик і епіграф, академік Болгарської академії наук. Засновник і дійсний член Болгарського археологічного інституту (1920) і член Австрійського археологічного інституту.

## Біографія
Дечев народився 28 серпня 1877 року в місті Свиштов в родині вчителя Фердинанда Дечева. Він пройшов і закінчив класичну філологію в Німеччині в Лейпцигу і в Геттінгені. Спеціалізувався в Німеччині, Італії та Австрії.
Після повернення до Болгарії він працював викладачем у Чирпані (1895—1896) і Софії (1903—1904). У 1914 році почав працювати у Софійському університеті як викладач латинської мови, з 1921 — доцент, а з 1928 — постійний професор і завідувач кафедри латинської філології. У 1933 — 1934 рр. — декан історико-філологічного факультету Софійського університету. З 1943 року він був дійсним членом, академіком Болгарської академії наук.

## Коротка бібліографія
- Фрако-кельтські мовні паралелі, 1922
- Відповіді Папі Миколі про дослідження болгар, 1933
- Джерела давньої історії та географії Фракії та Македонії, 1949
- Характеристика фракійської мови, 1952
- Фракійська мова, Відень, 1957